# Марсело Геннеманн
Марсело Геннеманн (порт. Marcelo Hennemann; нар. 11 березня 1962) — колишній бразильський тенісист.
Найвищу одиночну позицію світового рейтингу — 149 місце досяг 21 жовтня 1985, парну — 200 місце — 24 квітня 1989 року.
Найвищим досягненням на турнірах Великого шолома було 2 коло в одиночному розряді.

## Титули на челленджерах

### Парний розряд: (2)
| Ранг | Рік  | Турнір              | Покриття | Партнер             | Суперники                     | Рахунок  |
| ---- | ---- | ------------------- | -------- | ------------------- | ----------------------------- | -------- |
| 1.   | 1988 | Салоу, Іспанія      | Ґрунт    | Жан-Марк П'ясентіль | Скотт Патрідж Отіс Сміт       | 6–4, 6–1 |
| 2.   | 1989 | Сан-Паулу, Бразилія | Ґрунт    | Едвалду Олівейра    | Нелсон Аертс Алешандрі Осевар | 6–3, 6–3 |